# Chris Cadden
Christopher Cadden, detto Chris (Bellshill, 19 settembre 1996) è un calciatore scozzese, centrocampista dell'Hibernian.

## Caratteristiche tecniche
È un esterno destro.

## Carriera

### Club
Cresciuto nel settore giovanile del Motherwell, ha esordito in prima squadra il 1º marzo 2014 in occasione del match di Scottish Premiership vinto 4-1 contro gli Hearts.

### Nazionale
Ha giocato nella nazionale scozzese Under-21.
Il 30 maggio 2018 ha esordito con la nazionale scozzese disputando l'amichevole persa 2-0 contro il Perù.

## Statistiche

### Presenze e reti nei club
Statistiche aggiornate al 17 maggio 2024.
| Stagione          | Squadra           | Campionato        | Campionato | Campionato | Coppe nazionali | Coppe nazionali | Coppe nazionali | Coppe continentali | Coppe continentali | Coppe continentali | Altre coppe | Altre coppe | Altre coppe | Totale | Totale |
| Stagione          | Squadra           | Comp              | Pres       | Reti       | Comp            | Pres            | Reti            | Comp               | Pres               | Reti               | Comp        | Pres        | Reti        | Pres   | Reti   |
| ----------------- | ----------------- | ----------------- | ---------- | ---------- | --------------- | --------------- | --------------- | ------------------ | ------------------ | ------------------ | ----------- | ----------- | ----------- | ------ | ------ |
| 2013-2014         | Motherwell        | SP                | 3          | 0          | CS+CdL          | 0               | 0               | UEL                | 0                  | 0                  | -           | -           | -           | 3      | 0      |
| 2014- mar.2015    | Motherwell        | SP                | 3          | 0          | CS+CdL          | 0               | 0               | UEL                | 0                  | 0                  | -           | -           | -           | 3      | 0      |
| mar.-mag. 2015    | Albion Rovers     | SL2               | 10         | 2          |                 | -               | -               |                    | -                  | -                  | -           | -           | -           | 10     | 2      |
| 2015-2016         | Motherwell        | SP                | 20         | 2          | CS+CdL          | 1+0             | 0               |                    | -                  | -                  | -           | -           | -           | 21     | 2      |
| 2016-2017         | Motherwell        | SP                | 36         | 3          | CS+CdL          | 1+5             | 0+2             |                    | -                  | -                  | -           | -           | -           | 42     | 5      |
| 2017-2018         | Motherwell        | SP                | 33         | 0          | CS+CdL          | 4+8             | 0+4             |                    | -                  | -                  | -           | -           | -           | 45     | 4      |
| 2018-2019         | Motherwell        | SP                | 20         | 1          | CS+CdL          | 0+5             | 0               |                    | -                  | -                  | -           | -           | -           | 25     | 1      |
| Totale Motherwell | Totale Motherwell | Totale Motherwell | 115        | 6          |                 | 24              | 6               |                    | -                  | -                  |             |             |             | 139    | 12     |
| 2019-gen. 2020    | Oxford Utd        | FL1               | 21         | 0          | FACup+CdL       | 2+0             | 0               |                    | -                  | -                  | EFLT        | 0           | 0           | 23     | 0      |
| 2020              | Columbus Crew     | MLS               | 6+1        | 0          |                 | -               | -               |                    | -                  | -                  | MLS-BT      | 3           | 0           | 10     | 0      |
| gen.-giu. 2021    | Hibernian         | SP                | 10         | 0          | CS+CdL          | 1+1             | 0               |                    | -                  | -                  | -           | -           | -           | 12     | 0      |
| 2021-2022         | Hibernian         | SP                | 28         | 2          | CS+CdL          | 4+2             | 1+0             | UECL               | 0                  | 0                  | -           | -           | -           | 34     | 3      |
| 2022-2023         | Hibernian         | SP                | 37         | 1          | CS+CdL          | 1+4             | 0               |                    | -                  | -                  | -           | -           | -           | 42     | 1      |
| 2023-2024         | Hibernian         | SP                | 11         | 1          | CS+CdL          | 2+0             | 0               | UECL               | 0                  | 0                  | -           | -           | -           | 13     | 1      |
| 2024-2025         | Hibernian         | SP                | 32         | 0          | CS+CdL          | 3+2             | 0               | -                  | -                  | -                  | -           | -           | -           | 37     | 0      |
| Totale Hibernian  | Totale Hibernian  | Totale Hibernian  | 118        | 4          |                 | 20              | 1               |                    | 0                  | 0                  |             | -           | -           | 138    | 5      |
| Totale carriera   | Totale carriera   | Totale carriera   | 271        | 12         |                 | 46              | 7               |                    | 0                  | 0                  |             | 3           | 0           | 320    | 19     |

### Cronologia presenze e reti in nazionale
| Cronologia completa delle presenze e delle reti in nazionale ― Scozia | Cronologia completa delle presenze e delle reti in nazionale ― Scozia | Cronologia completa delle presenze e delle reti in nazionale ― Scozia | Cronologia completa delle presenze e delle reti in nazionale ― Scozia | Cronologia completa delle presenze e delle reti in nazionale ― Scozia | Cronologia completa delle presenze e delle reti in nazionale ― Scozia | Cronologia completa delle presenze e delle reti in nazionale ― Scozia | Cronologia completa delle presenze e delle reti in nazionale ― Scozia |
| Data                                                                  | Città                                                                 | In casa                                                               | Risultato                                                             | Ospiti                                                                | Competizione                                                          | Reti                                                                  | Note                                                                  |
| --------------------------------------------------------------------- | --------------------------------------------------------------------- | --------------------------------------------------------------------- | --------------------------------------------------------------------- | --------------------------------------------------------------------- | --------------------------------------------------------------------- | --------------------------------------------------------------------- | --------------------------------------------------------------------- |
| 30-5-2018                                                             | Lima                                                                  | Perù                                                                  | 2 – 0                                                                 | Scozia                                                                | Amichevole                                                            | -                                                                     | 87’                                                                   |
| 3-6-2018                                                              | Città del Messico                                                     | Messico                                                               | 1 – 0                                                                 | Scozia                                                                | Amichevole                                                            | -                                                                     | 55’                                                                   |
| Totale                                                                |                                                                       | Presenze                                                              | 2                                                                     |                                                                       | Reti                                                                  | 0                                                                     |                                                                       |

## Palmarès

### Club
- Campionato MLS: 1

Columbus Crew: 2020